# Diocesi di Rodez

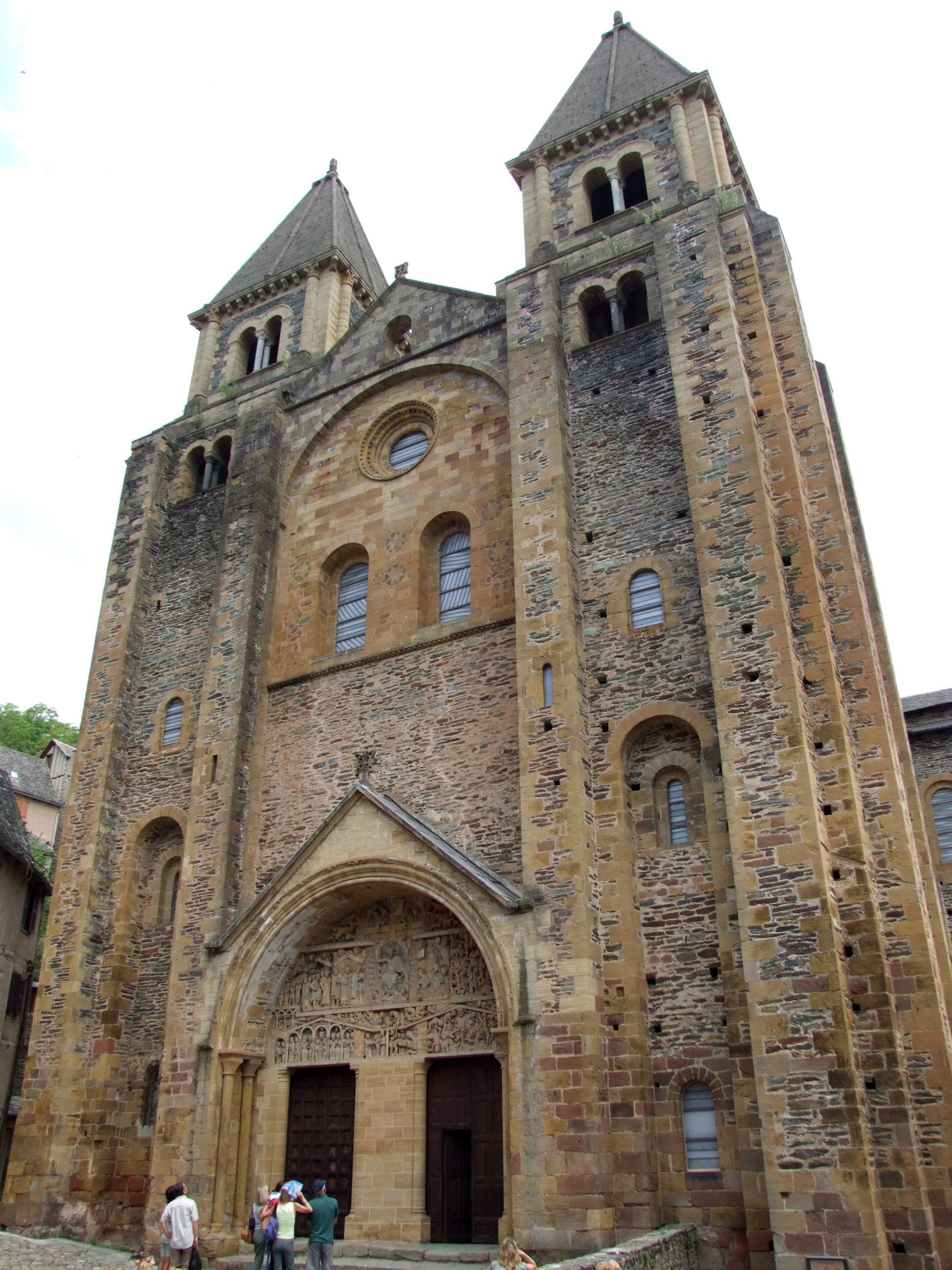
Chiesa dell'abbazia Sainte-Foy nel piccolo borgo di Conques.

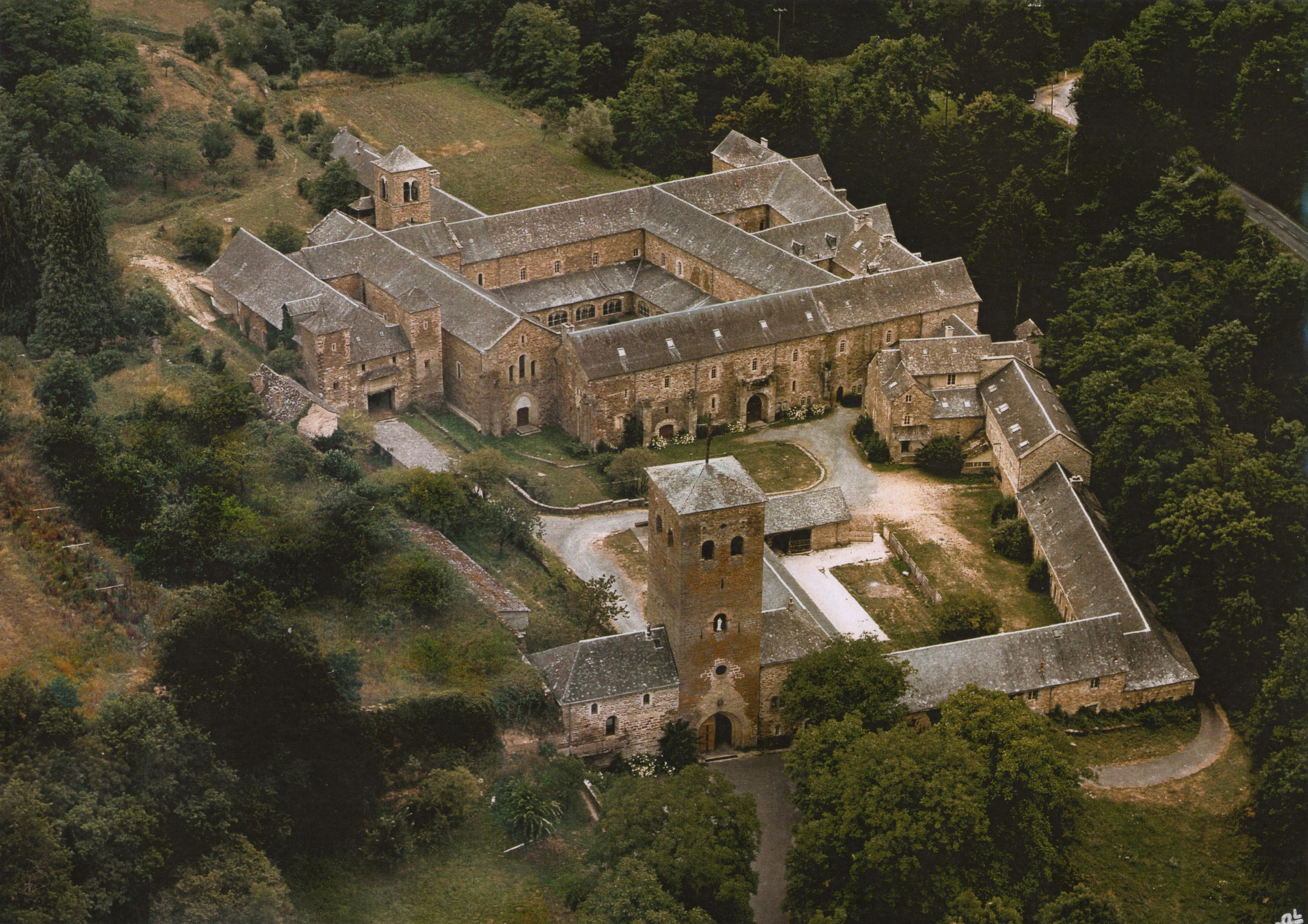
L'abbazia Notre-Dame di Bonnecombe a Comps-la-Grand-Ville, fondata nel 1162.

La diocesi di Rodez (in latino Dioecesis Ruthenensis) è una sede della Chiesa cattolica in Francia suffraganea dell'arcidiocesi di Tolosa. Nel 2023 contava 269.108 battezzati su 281.000 abitanti. È retta dal vescovo Luc Meyer.

## Territorio
La diocesi coincide con il dipartimento francese dell'Aveyron.
Sede vescovile è la città di Rodez, dove si trova la cattedrale di Nostra Signora. A Vabres-l'Abbaye sorge l'ex cattedrale del Santo Salvatore e di San Pietro; a Caignac, la basilica minore di Notre-Dame de Caignac; a Conques, la chiesa di Sainte-Foy, patrimonio dell'umanità.
Il territorio è suddiviso in 38 parrocchie, raggruppate in 10 regioni pastorali.

## Storia
Segodunum, l'odierna Rodez, era l'antica capitale dei Rutheni, popolo della Gallia celtica abitante la regione della Rouergue. Secondo la tradizione, l'evangelizzazione di questa regione fu dovuta a sant'Amanzio, riconosciuto come protovescovo dei Ruteni. Il primo vescovo storicamente documentato è san Quinziano, che prese parte al concilio di Agde del 506. Tuttavia la presenza di una diocesi è attestata già nel 475 circa da Sidonio Apollinare, vescovo di Clermont.
Segodunum era una civitas della provincia romana dell'Aquitania prima dipendente dal punto di vista amministrativo da Bourges. La diocesi perciò, almeno dal VI secolo, dipendeva dal punto di vista religioso dalla provincia ecclesiastica dell'arcidiocesi di Bourges, sede metropolitana.
Nell'XI secolo sorsero nella diocesi numerose abbazie cistercensi, fra cui quelle di Silbanès, Beaulieu, Loc-Dieu, Bonneval e Bonnecombe.
Durante il Medioevo i vescovi di Rodez ebbero il potere temporale sul centro della città. Il 25 maggio 1277 il vescovo Raimond de Calmont d'Olt pose la prima pietra per la ricostruzione della cattedrale, in stile gotico, che fu ultimata solamente nel XVI secolo.
Alla fine del XIII secolo la diocesi di Rodez fu la prima diocesi francese ad adottare il rito romano.
Il 13 agosto 1317, con la bolla Salvator noster di papa Giovanni XXII, cedette una porzione del suo territorio a vantaggio dell'erezione della diocesi di Vabres.
Nel 1534 la cittadina di Milhau (oggi Millau) adottò il calvinismo e divenne in seguito una delle piazzeforti protestanti. Sarà conquistata dai cattolici solo nel 1629.
Il 3 ottobre 1678 Rodez divenne suffraganea dell'arcidiocesi di Albi.
Durante la rivoluzione la cattedrale fu chiusa al culto e fu dedicata a Marat. In questo modo l'edificio poté salvarsi ed essere successivamente recuperato al culto.
In seguito al concordato con la bolla Qui Christi Domini di papa Pio VII del 29 novembre 1801 la diocesi fu soppressa e il suo territorio diviso fra le diocesi di Cahors e di Saint-Flour.
Il concordato del 1817 prevedeva il ristabilimento della diocesi; per questo motivo fu nominato vescovo Charles-André-Toussaint-Bruno de Ramond-Lalande, il quale tuttavia non entrò mai in carica poiché il Parlamento di Parigi non approvò l'accordo con la Santa Sede.
Solo il 6 ottobre 1822 la diocesi fu ristabilita con la bolla Paternae charitatis del medesimo papa Pio VII, ricavandone il territorio dalla diocesi di Cahors. Una porzione del suo antico territorio fu ceduta alla diocesi di Montauban.
Un gruppo di preti e di fedeli, sostenuti dal vescovo in esilio Charles Colbert de Seigneley, si opposero al regime concordatario e, rifiutandosi di sottomettersi al nuovo vescovo Charles de Ramond-Lalande, dettero origine ad uno scisma e ad una Chiesa nota con il nome di Petite Eglise. Lo scisma rientrò verso la metà dell'Ottocento; alcuni preti però resistettero e l'ultimo morì impenitente nel 1896. Lo scisma continuò fino al 1911 nella vicina diocesi di Saint-Flour.
Il 27 maggio 1875 i vescovi di Rodez ottennero di aggiungere al proprio titolo quello di vescovi di Vabres, sede soppressa che ricade nel territorio diocesano.
L'8 dicembre 2002, con la riorganizzazione delle circoscrizioni ecclesiastiche francesi, è entrata a far parte della provincia ecclesiastica di Tolosa.

## Cronotassi dei vescovi
Si omettono i periodi di sede vacante non superiori ai 2 anni o non storicamente accertati.
- Sant'Amanzio †[4]
- San Quinziano † (prima del 506 - circa 515 nominato vescovo di Clermont)
- San Dalmazio † (515[5] - circa 580/581 deceduto)
- Teodosio † (? - 583 o 584 deceduto)
- Innocenzo †[6]
- Deodato I † (prima del 599 - ?)[7]
- Vero † (prima del 610/612 - dopo il 627)[8]
- Aredio †
- Faraldo † (menzionato nell'838)[9]
- Bego †[10]
- Elizacaro † (menzionato nell'862)
- Aimaro I † (menzionato nell'876)
- Frotardo † (menzionato nell'887)[11]
- Adalgaro ? † (menzionato nell'888)[12]
- Gausberto † (? - circa 909 deceduto)[13]
- Deodato II † (menzionato nel 922)
- Giorgio † (menzionato nel 933)
- Aimaro II † (menzionato nel 935)
- Stefano † (menzionato nel 966)
- Deodato III † (menzionato nel 975)
- Maganfred † (menzionato nel 986)
- Arnaud † (menzionato nel 1028 circa)
- Gerauld † (menzionato nel 1037)
- Pierre Bérenger de Narbonne † (prima del 1046 - 1062 ? deposto)
- Pons d'Étienne † (1076 - dopo il 1090)
- Raimond Frotard † (menzionato nel 1095)
- Adémar † (prima del 1099 - dopo il 1144 deceduto)
- Pierre II † (1146 - 1161/1162 dimesso)
- Hugues de Rodez † (1162 - 1211 dimesso)
- Pierre-Henry de La Treille † (1º luglio 1211 - 1234 deceduto)
- B... de Beziers † (1234 - 1245 deceduto)
- A... † (menzionato nel 1245)
  - Berenger Centolh † (12 dicembre 1246 - ?) (vescovo eletto)
- Vivian (Vivien) de Boyer, O.F.M. † (15 marzo 1247 - 1274 deceduto)
- Raimond de Calmont d'Olt † (23 ottobre 1274 - circa 1298 deceduto)
- Bernard de Monastier † (1298 - 11 novembre 1299 deceduto)
- Gaston de Cornet † (13 aprile 1300 - 2 marzo 1301 deceduto)
- Pierre Pleinecassagne (Pleine-Chassagne), O.F.M. † (1302 - 6 febbraio 1319 deceduto)
- Pierre de Castelnau-Bretenoux † (4 marzo 1319 - 1336 deceduto)
- Bernardo d'Albi † (31 gennaio 1336 - 18 dicembre 1338 dimesso)
- Gilbert de Cantabrion, O.S.B. † (27 gennaio 1339 - 12 marzo 1348 deceduto)
- André † (menzionato nel 1348)[14]
- Raimond d'Aigrefeuille, O.S.B. † (17 giugno 1349 - 1361 deceduto)
- Faydit d'Aigrefeuille, O.S.B. † (2 agosto 1361 - 18 luglio 1371 nominato vescovo di Avignone)
  - Jean de Cardaillac † (18 luglio 1371 - 1378 dimesso) (amministratore apostolico)
- Bertrand de Raffin † (24 gennaio 1379 - ? deceduto)
- Henri de Sénery (Sévéry) † (18 maggio 1385 - ? deceduto)
- Guillaume de La Tour (d'Ortolan) † (25 maggio 1397 - ? deceduto)
- Vitalis de Mauléon † (31 dicembre 1417 - 29 novembre 1428 nominato patriarca di Alessandria)
- Guillaume de La Tour d'Oliergues † (16 marzo 1429 - 1457 dimesso)
- Bertrand de Chalancon (Chalençon) † (22 aprile 1457 - 1494 ? dimesso)
- Bertrand de Polignac † (2 giugno 1494 - 2 novembre 1501 deceduto)
- Charles de Tournon † (26 novembre 1501 - 1504 deceduto)
- Beato François d'Estaing † (21 ottobre 1504 - 1º novembre 1529 deceduto)
- Georges d'Armagnac † (19 gennaio 1530 - 27 giugno 1561 dimesso)
- Jacques de Corneillan † (27 giugno 1561 - 1580 ? dimesso)
- François de Corneillan † (12 ottobre 1580 - 14 settembre 1614 deceduto)
- Bernardin de Corneillan † (14 settembre 1614 succeduto - 1645 ? deceduto)
- François de Corneillan-Mondenard † (menzionato nel 1645)[15]
- Charles de Noailles † (8 aprile 1647 - 27 marzo 1648 deceduto)
- Hardouin de Péréfixe de Beaumont † (1º febbraio 1649 - 24 marzo 1664 nominato arcivescovo di Parigi)
- Louis Abelly † (9 giugno 1664 - 1666 dimesso)
- Gabriel Voyer de Paulmy † (7 febbraio 1667 - 11 ottobre 1682 deceduto)
  - Sede vacante (1682-1693)
- Paul-Louis-Philippe de Lezay de Lusignan † (12 ottobre 1693[16] - 24 febbraio 1716 deceduto)
  - Sede vacante (1716-1718)
- Jean-Armand de La Volve de Tourouvre † (8 giugno 1718 - 18 settembre 1733 deceduto)
  - Sede vacante (1733-1736)
- Jean d'Ise de Saléon † (11 aprile 1736 - 26 novembre 1746 dimesso[17])
- Charles de Grimaldi d'Antibes † (19 dicembre 1746 - 10 marzo 1770 deceduto)
- Jérôme-Marie Champion de Cicé † (6 agosto 1770 - 30 marzo 1781 dimesso[18])
- Charles Colbert de Seigneley de Castell-Hill † (2 aprile 1781 - 1813 deceduto)[19]
  - Sede soppressa (1801-1822)
- Charles-André-Toussaint-Bruno de Ramond-Lalande † (1º ottobre 1817[20] - 10 aprile 1830 nominato arcivescovo di Sens)
- Pierre Giraud † (5 luglio 1830 - 24 gennaio 1842 nominato arcivescovo di Cambrai)
- Jean-François Croizier † (23 maggio 1842 - 2 aprile 1855 deceduto)
- Louis-Auguste Delalle † (28 settembre 1855 - 6 giugno 1871 deceduto)
- Joseph-Christian-Ernest Bourret, C.O. † (27 ottobre 1871 - 10 luglio 1896 deceduto)
- Jean-Augustin Germain † (19 aprile 1897 - 14 dicembre 1899 nominato arcivescovo di Tolosa)
- Louis-Eugène Francqueville † (14 dicembre 1899 - 9 dicembre 1905 deceduto)
- Charles du Pont de Ligonnès † (21 febbraio 1906 - 5 febbraio 1925 deceduto)
- Charles Challiol † (15 maggio 1925 - 11 marzo 1948 deceduto)
- Marcel-Marie-Henri-Paul Dubois † (8 luglio 1948 - 10 giugno 1954 nominato arcivescovo di Besançon)
- Jean-Ernest Ménard † (23 gennaio 1955 - 28 giugno 1973 deceduto)
- Roger Joseph Bourrat † (30 maggio 1974 - 1º giugno 1991 dimesso)
- Bellino Giusto Ghirard † (1º giugno 1991 succeduto - 2 aprile 2011 ritirato)
- François Fonlupt (2 aprile 2011 - 11 giugno 2021 nominato arcivescovo di Avignone)
- Luc Meyer, dal 7 luglio 2022

## Statistiche
La diocesi nel 2023 su una popolazione di 281.000 persone contava 269.108 battezzati, corrispondenti al 95,8% del totale.
| anno | popolazione | popolazione | popolazione | presbiteri | presbiteri | presbiteri | presbiteri                | diaconi | religiosi | religiosi | parrocchie |
| anno | battezzati  | totale      | %           | numero     | secolari   | regolari   | battezzati per presbitero | diaconi | uomini    | donne     | parrocchie |
| ---- | ----------- | ----------- | ----------- | ---------- | ---------- | ---------- | ------------------------- | ------- | --------- | --------- | ---------- |
| 1950 | 285.000     | 300.000     | 95,0        | 943        | 908        | 35         | 302                       |         | 50        | 2.980     | 650        |
| 1969 | 279.793     | 281.568     | 99,4        | 751        | 715        | 36         | 372                       |         | 167       | 2.340     | 357        |
| 1980 | 279.000     | 283.000     | 98,6        | 615        | 588        | 27         | 453                       |         | 112       | 1.810     | 638        |
| 1990 | 282.000     | 290.000     | 97,2        | 453        | 437        | 16         | 622                       | 4       | 77        | 1.340     | 539        |
| 1999 | 262.000     | 270.141     | 97,0        | 327        | 307        | 20         | 801                       | 5       | 58        | 1.078     | 475        |
| 2000 | 258.233     | 263.808     | 97,9        | 308        | 289        | 19         | 838                       | 5       | 50        | 1.014     | 475        |
| 2001 | 256.974     | 263.924     | 97,4        | 292        | 277        | 15         | 880                       | 6       | 45        | 1.021     | 475        |
| 2002 | 256.900     | 263.924     | 97,3        | 279        | 265        | 14         | 920                       | 6       | 45        | 1.113     | 36         |
| 2003 | 255.700     | 263.924     | 96,9        | 275        | 261        | 14         | 929                       | 8       | 35        | 998       | 36         |
| 2004 | 255.400     | 263.924     | 96,8        | 263        | 250        | 13         | 971                       | 10      | 40        | 922       | 36         |
| 2010 | 260.000     | 273.377     | 95,1        | 196        | 183        | 13         | 1.326                     | 11      | 41        | 766       | 36         |
| 2014 | 271.400     | 279.400     | 97,1        | 160        | 142        | 18         | 1.696                     | 12      | 45        | 664       | 36         |
| 2017 | 275.977     | 280.258     | 98,5        | 117        | 104        | 13         | 2.358                     | 12      | 34        | 610       | 36         |
| 2020 | 273.160     | 278.860     | 98,0        | 105        | 90         | 15         | 2.601                     | 12      | 37        | 415       | 35         |
| 2022 | 273.595     | 279.595     | 97,9        | 88         | 77         | 11         | 3.109                     | 12      | 26        | 298       | 36         |
| 2023 | 269.108     | 281.000     | 95,8        | 85         | 70         | 15         | 3.165                     | 11      | 29        | 273       | 38         |